# 夏洛特号巡洋巡防舰
夏洛特号是德意志帝国海军于19世纪80年代建造的一艘独级巡洋巡防舰。它自1883年4月开始铺设龙骨、1885年9月下水，至1886年11月交付使用。作为德国海军的最后一艘风帆军舰，它装备有十八门150毫米口径箍炮。
夏洛特号是以训练舰身份度过了其服役生涯，主要负责训练海军学员和实习水兵。这项任务经常使该舰进行海外巡航，其中在1897年的一次类似巡航中，它曾与另一艘巡洋巡防舰施泰因号参与“吕德斯事件”，这是海地因逮捕和囚禁一位德国公民而遭受的外交羞辱。夏洛特号还参与过其他外交活动，包括在1899年成为自普法战争以来首次访问法国港口的德国军舰。该舰一直服役至1909年5月才从海军名录中除籍，此后被改装为宿营船和供应船。它从事这些工作，直到1914年7月第一次世界大战爆发；8月，夏洛特号又获临时重新启用，这是德国海军史上仅有的一次除籍舰只重新入役。10月，它再次除役并返回宿营船职责。战后，该舰于1921年被售予汉堡的一家公司并拆成废船；其最终结局已不可考。

## 设计
1870－1871年普法战争后，德意志帝国海军为加强舰队实力而开始了扩张计划，以满足德国在海外日益增长的经济活动所带来的需求，并为未来与法国的潜在冲突做好准备。在19世纪70年代中后期，德国舰队订购了十二艘俾斯麦级和卡罗拉级护卫舰；这些舰艇的作战能力有限，强调远程巡航，而非与敌对巡洋舰交锋。该计划是在时任帝国海军部长、步兵上将阿尔布雷希特·冯·施托施的指导下推动的；但他于1883年被海军中将列奥·冯·卡普里维所取代。卡普里维认为所有新的巡洋舰都应该有一个更为平衡的设计，更加强调战斗力。尽管如此，他还是于1883年批准建造了两艘新的护卫舰：夏洛特号和另一艘较小的水妖号。
夏洛特号的方案是在1881－1882年度制定的，基本上是沿袭了俾斯麦级的设计，但它体积略大，携带有更重型的武器。由于该舰的建造时间正好处于装备慢速后膛炮的传统风帆动力船和装备速射炮并仅以蒸汽机为动力的现代巡洋舰之间的过渡时期，因此与其他舰队的当代巡航舰艇相比，夏洛特号显得不合时宜。但德国海军仍然重视训练水兵使用风帆，于是保留了完整的索具，使夏洛特号成为最后一艘配备船帆的德国军舰。此外，尽管卡普里维坚持新型巡洋舰应该具备作战能力，但夏洛特号在设计之初就考虑到了训练舰的角色，这更适合早期轻型护卫舰的特点。

### 整体特征
夏洛特号的水线长和全长分别为76.85米和83.85米，有14.60米的舷宽以及最大6.86米的吃水深度。其标准排水量为3,288吨，满载时则可达3,763吨。舰体采用带有一层木板的横向铁框架结构，上面覆裹孟兹合金，以保护舰只在海外长时间巡航时免受生物淤积的侵害，因为当地的船厂设施并不总能轻易使用。它在轮机舱下方设有一个双层船底，舰体被分成十个水密隔舱。
该舰的标准船员编制为20名军官及486名水兵，但在运用生涯后期担任训练舰时，其编制变为20名军官及475名水兵，其中50人为军官学员、230人为实习水兵。它也可携带一些小型舰载艇，包括一艘哨艇、两艘机动艇、六艘独桅纵帆船、一艘高低桅帆船以及一艘小舢板。转向由单舵控制。夏洛特号是一艘良好的海船，但即使是在微风条件下也容易发生偏航，且难以操纵。它在顶头浪中会损失大量的速度，而风帆的性能有限。

### 推进装置
夏洛特号的推进装置由两台卧式双缸船用蒸汽机组成，它们被耦合在一起驱动带有一副双叶螺旋桨的单轴。蒸汽由八台燃煤火管锅炉提供，它们通过管道引入两座可伸缩的烟囱内。发动机的额定功率为3,119匹公制馬力（2,294千瓦特），设计航速13.5節（25.0每小時）。燃煤贮存量为528吨，这使得该舰能够以11節（20每小時）的速度连续航行2,300海里（4,300）；若将速度提升至13节，则续航里程会降至2,200海里（4,100）。竣工时，夏洛特号配备有一套总表面积为2360平方米的全帆装索具作为蒸汽机在海外巡航任务中的辅助，但其后被削减为一套1580平方米的三桅帆索具。
在1903－1905年间，夏洛特号进行现代化改造，拆除了第二台发动机和两台锅炉。其余六台锅炉则更换为较新的设备。这使得它的额定功率降低至1,473匹公制馬力（1,083千瓦特），最大航速11.4節（21.1每小時），但巡航里程增至4,000海里（7,400）。

### 武器装备
夏洛特号装备有十八门150毫米22倍径后装式箍炮作为主舰炮，其中六门其后于1899年移除，共配备1,868发弹药。它们的射程为5,500米。副炮则由两门88毫米30倍径速射炮和六门37毫米转膛炮组成。至1899年，舰只的副炮系统被替换为两门105毫米35倍径速射炮、十六门88毫米30倍径速射炮和四门转膛炮。

## 服役历史

### 建造
夏洛特号是为替换老旧的护卫舰维多利亚号而以“维多利亚代舰”（Ersatz Victoria）作为合同代号发包予威廉港的帝国船厂承建。其龙骨自1883年4月2日开始铺设，但由于帝国议会削减预算和转移资金，建造被推迟，舰体直至1885年9月5日才得以下水。根据计划，这艘得名于普鲁士公主夏洛特的舰只应由其长兄威廉王子主持命名，但后者因故未能出席，最终由时任海军部长的卡普里维主持下水仪式。夏洛特号于1886年11月1日投运，随即展开海试，直到1887年1月28日才结束，但它在此后一年多的时间仍然维持停役。

### 1888－1898年

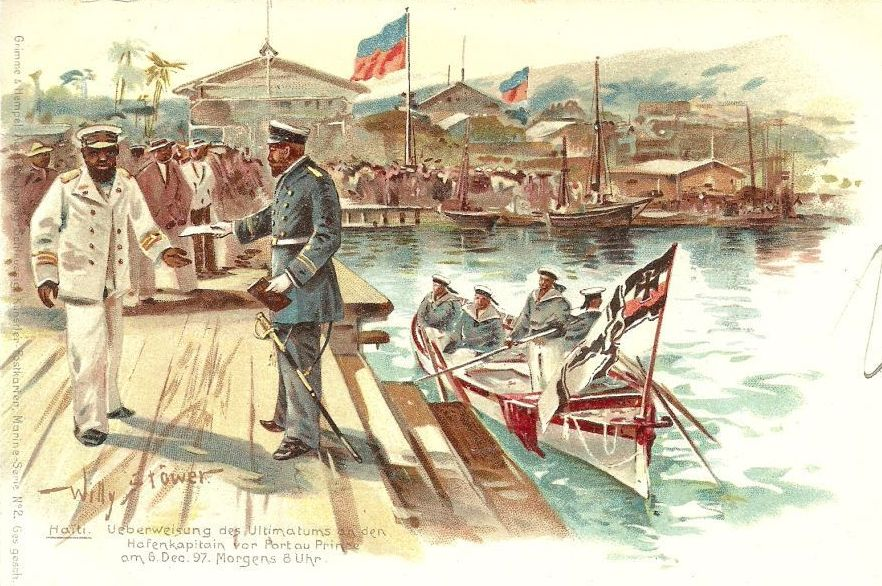
在吕德斯事件中的夏洛特号舰长蒂勒上校

夏洛特号于1888年9月22日正式入役，以顶替需要维修的巡洋巡防舰阿达尔贝特亲王号。它被编入训练分舰队，并接收了第一支来自1887学年、由50名军官学员和230名实习水兵组成的队伍登舰。9月29日，该舰从威廉港启程，随分舰队余部一同前往地中海进行训练巡航。在巡航途中上，夏洛特号曾出席10月27日至11月5日在比雷埃夫斯举行的纪念希腊国王乔治一世登基25周年的庆祝活动。在航行过程中，分舰队的舰只还先后访问了奥匈帝国、意大利和黎凡特的港口。它们于1889年4月16日返回德国基尔，之后夏洛特号被转移回威廉港，并于4月25日在当地退役。它经历了一次大修，然后被搁置了近十年。
1897年4月22日，夏洛特号获重新启用，执行额外的训练任务。它参与了在波罗的海举行的训练演习，然后加入主舰队，陪同当时德皇威廉二世的皇家游艇霍亨索伦号出访俄国的喀琅施塔得，并于8月初在那里会见了沙皇尼古拉二世。当月晚些时候，夏洛特号又参加了年度舰队训练演习。它于9月16日展开前往中美洲的巡航。9月29日，该舰在圣托马斯岛的夏洛特阿马利亚与巡洋巡防舰施泰因号会合；两艘舰都奉命前往海地的太子港，因一位名叫埃米尔·吕德斯（Emile Lüders）的德国公民在当地被捕并送进监狱。由于海地政府拒绝德国公使提出的放人要求，两艘巡洋巡防舰遂被派去确保吕德斯获释，从而导致了“吕德斯事件”。
夏洛特号和施泰因号于12月6日抵达，前者的时任舰长、海军上校奥古斯特·卡尔·蒂勒发出最后通牒，要求支付20,000美元的赔偿金，中止对吕德斯的定罪，并在他仍身处该国期间提供保护，且须于13小时内完成。海地政府拒绝了这些要求，于是夏洛特号和施泰因号前往战位，准备向港口内的海地军舰、保护港湾的要塞以及海地的政府宫殿开火。在德国舰只鸣枪示警后，海地政府默许了，但要求延长两个小时以安排支付赔款。为了获得支付的筹码，德国水兵登上了停泊在港口的三艘海地军舰，以压制他们。当最后通牒的条款得到履行后，德国指挥官上岸对政府进行了正式访问，并在他们离开时向政府鸣放礼炮以示友好。美国照会德国政府，如果德国巡防舰对海地提出进一步的要求或企图吞并海地，美国将采取行动，但此事无果而终。夏洛特号于1898年1月10日离开西印度群岛，取而代之的是巡洋舰秃鹫号。

### 1898－1903年

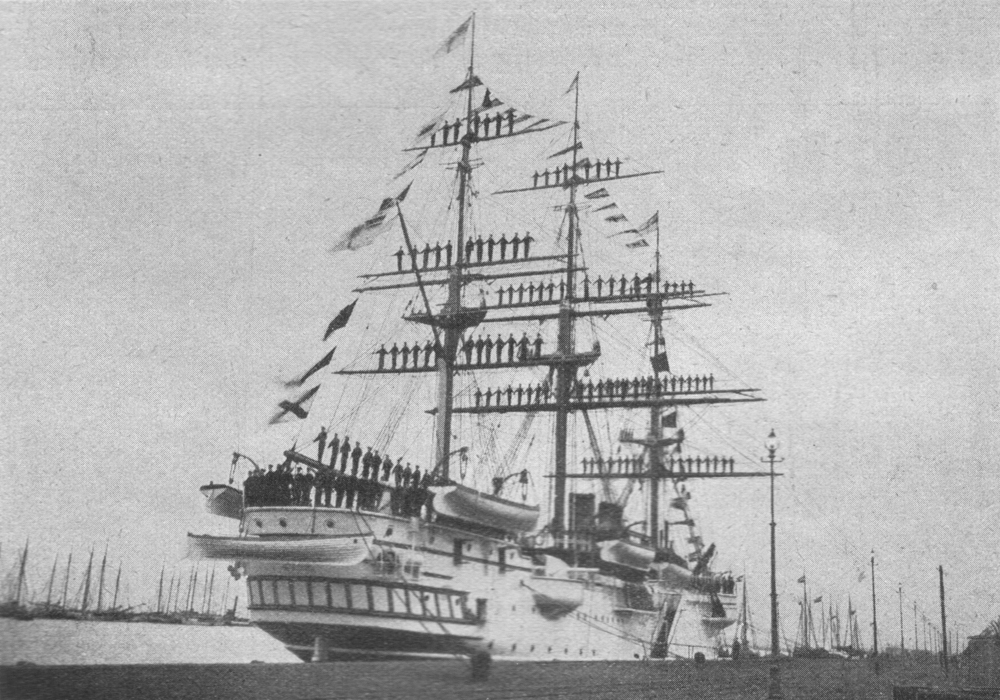
夏洛特号，约1902年

回到德国后，夏洛特号进行了大修，于5月31日完成。该舰的训练活动因军官学员和实习水兵之间爆发麻疹而中断，这种情况一直持续到7月初，它才开始在波罗的海巡航。8月，夏洛特号加入了临时组建的第五支舰队，以参加年度舰队演习。该舰于9月8日在训练舰施托施号的陪同下开始了另一次重大训练巡航。它们访问了大西洋上的几座岛屿，然后于1899年1月前往摩洛哥的丹吉尔，因为该国的内乱威胁到了德国的利益。在那里，它们迫使摩洛哥政府支付其同意的赔款，然后一再拖延。与此同时，法英关系恶化，导致法德关系缓和，这是自1870－1871年普法战争以来两国关系首次解冻。为了表示善意，夏洛特号和施托施号被派往北非的法国港口，包括奥兰、阿尔及尔和突尼斯，在那里它们受到了友好的欢迎。然后，两舰在返回德国之前还访问了西班牙城市；夏洛特号于3月23日抵达基尔。
夏洛特号随后进入船厂接受现代化改造，其中包括对其武器装备进行调整。随后，它在波罗的海展开了一次短途巡航，继而于7月份开始下一次海外训练巡航。这次旅程去往南大西洋，最南至里约热内卢，并于1900年3月23日回到基尔。该舰分别于5月和9月在波罗的海和挪威进行了两次短途巡航，其后于9月18日展开前往地中海的年度重大巡航。这次旅程包括访问摩洛哥港口和埃及的亚历山大港。12月17日在科孚岛逗留期间，夏洛特号曾奉命去往马拉加，因另一艘训练舰格奈森瑙号在当地海域的烈风中失事。夏洛特号于12月22日抵达，同时抵达的还有英国铁甲舰毁灭号，它们协助转移了在事故中遇难的官兵遗体，并打捞出有价值的设备。这项工作一直持续到1901年1月12日，之后夏洛特号离开，将德国驻摩洛哥公使从摩加多尔运送到丹吉尔。它随后还访问了意大利的港口，并于3月9日返回基尔。
该舰于3月进行了另一次大修，至4月18日恢复服役，并迎接1901年学年的军官学员登舰，其中包括德皇的儿子——阿达尔贝特王子。夏洛特号立即参加了对阿德勒浅滩的勘测，这是由于前无畏战列舰德皇腓特烈三世号不久前在该海域搁浅并严重受损。夏洛特号随后巡航前往喀琅施塔得，8月14日又前往地中海。在航行期间，它曾在比雷埃夫斯、君士坦丁堡和的里雅斯特停留，继而于1902年3月16日返回基尔。经过再次大修后，该舰于5月12日至7月12日在波罗的海进行了一次训练巡航，然后开始了另一次前往南美水域的重大巡航。夏洛特号访问了巴西和乌拉圭，后来在1902－1903年委内瑞拉危机期间被召回委内瑞拉；它没有在冲突中发挥积极的作用，而是被用来支援东美巡洋支舰队中更现代化的德国军舰。该舰于1903年1月19日脱离部队并遣送回国，至3月23日抵达基尔。

### 1903－1920年

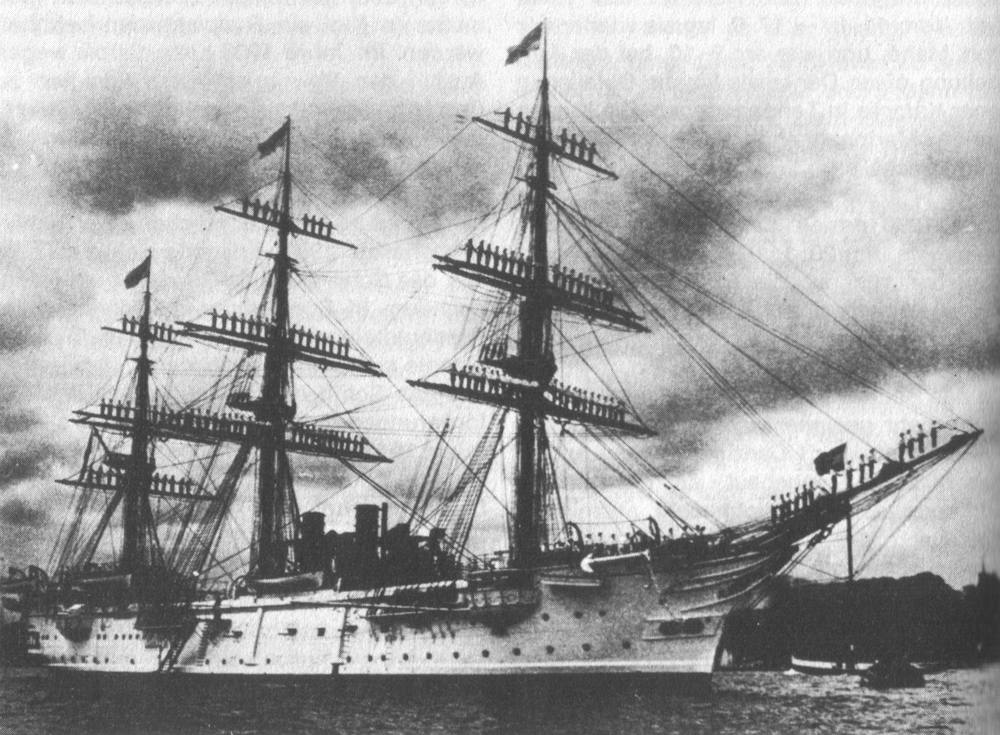
泊港中的夏洛特号

除了定期维护外，夏洛特号自1903年初还开始进行了额外的现代化工作，包括安装新的锅炉、拆除剩余的150毫米炮，并减少了风帆索具。它于1905年4月1日重返现役，7月18日开始海外巡航，首先访问苏格兰，然后在大西洋航行，经停摩加多尔，继而驶入地中海。巡航于1906年3月30日在基尔结束，而1906年的巡航模式也与1905年类似。在这次旅程中，该舰参加了在马拉加举行的追悼会，以纪念在格奈森瑙号沉没中遇难的官兵。夏洛特号于1907年3月23日回到基尔；这一年余下的时间里，它先是在波罗的海进行了一次长途巡航，然后前往西印度群岛展开另一次重大航行，并一直持续到1908年3月16日。1908－1909年的巡航也去往西印度群岛，在此期间，其船员还协助扑灭了发生在圣地亚哥-德古巴的一场大火。作为德意志帝国海军的最后一艘风帆战船，夏洛特号于1909年3月31日在基尔退役。
1909年5月26日，夏洛特号正式从海军名录中除籍，被改装为宿营船，并自1910年开始担任旧式铁甲舰、此时已用作军官学员训练舰的威廉国王号的供应船。随着1914年第一次世界大战的爆发和1914年的全军总动员，夏洛特号于10月20日在海军上校安德烈亚斯·费舍尔（Andreas Fischer）的指挥下被重新列入海军名录，以取代作为供应母舰重新部署至易北河的威廉国王号；这是德意志帝国海军第一次、也是唯一一次重启从海军名录中除籍的军舰。事实证明这只是临时性措施，随着威廉国王号于11月4日回归，海军司令部下令再次将夏洛特号除籍。1917年，小巡洋舰美杜莎号又取代夏洛特号担任威廉国王号的供应船。1921年，夏洛特号被售予汉堡的一家私人公司，随后充当仓储废船。其最终结局已无历史记载。